# Mariappa Kempaiah
Mariappa Kempaiah (kannada : ಮರಿಯಪ್ಪ ಕೆಂಪಯ್ಯ), également connu sous le nom de Kempiah Da (né le 4 mars 1932 à Bangalore, à l'époque dans le Raj britannique, aujourd'hui en Inde, et mort le 2 juillet 2008), est un joueur de football international indien, qui évoluait au poste de milieu de terrain.

## Biographie

### Carrière en sélection
Avec l'équipe d'Inde, il figure dans le groupe des sélectionnés lors des JO de 1956 et de 1960. Il joue trois matchs lors du tournoi olympique de 1960 : contre la Hongrie, la France et le Pérou.